# Estats Wa

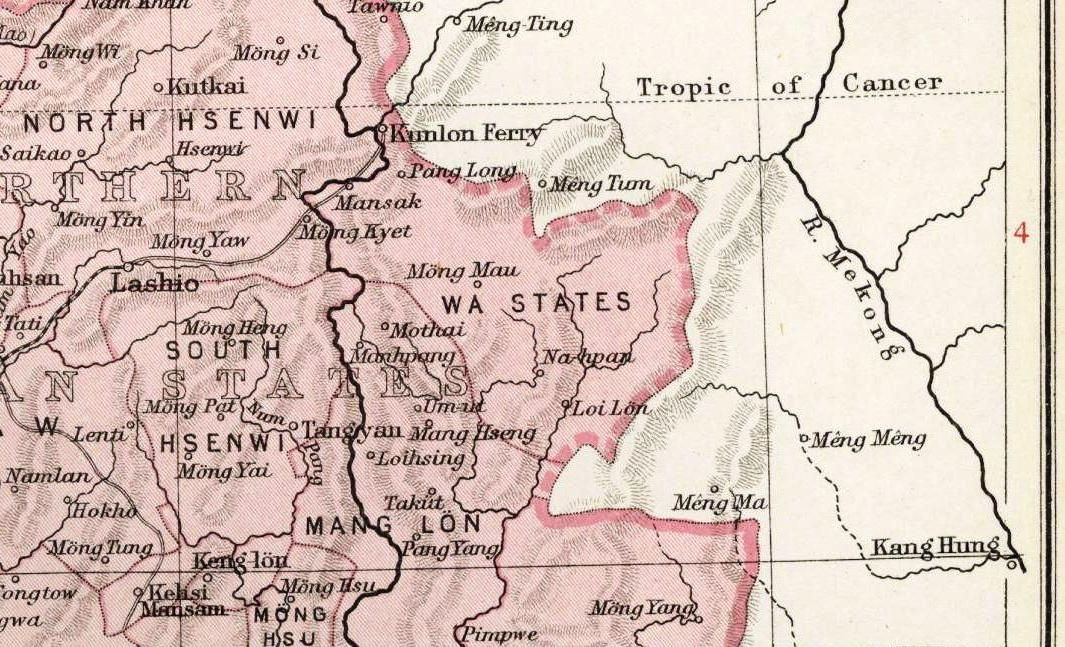
Els estats Wa a un mapa de l'Imperial Gazetteer of India.

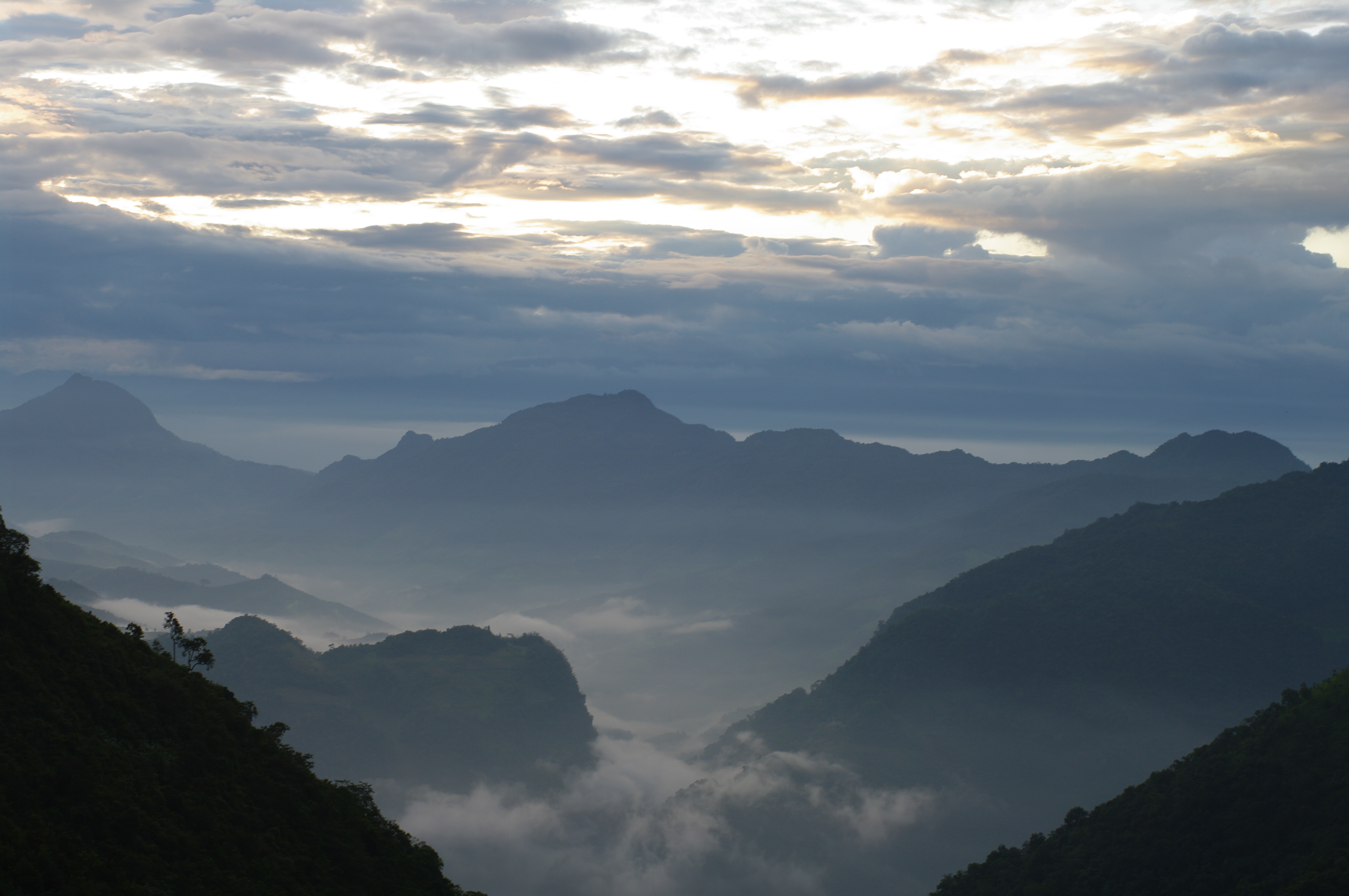
El muntanyós paisatge dels estats Wa.

Els estats Wa (Wa States; Meung Vax) fou una col·lecció de petits estats a Birmània sota domini britànic a l'est del Salween, a la divisió dels Estats Shan Septentrionals, sota control directe del superintendent de Lashio.
És un territori muntanyós i selvàtic, on vivien diverses ètnies si bé predominen els was. El govern wa era un sistema de comunitats per poble. A l'estat de Sonmu hi havia una barreja de població amb katxins, xans i panthays (xinesos musulmans) a més de was. Estats a la zona eren Manglun, Monghka (amb majoria muhso) i Monghsaw (lao xan). Els britànics exercien un control efectiu sobre Manglon però sobre els altres estats era nominal.
Després de la II Guerra Mundial els was es van organitzar i les monarquies van desaparèixer després del 1947 quedant el seu territori integrat a l'Estat Shan però els was es van mantenir rebels i vam proclamar el seu propi estat. Als anys seixanta van formar aliança amb el Partit Comunista de Birmània. El 16 d'abril de 1989 els was que formaven a les files comunistes, que estaven destinats a servir de forces de xoc a les onades humanes preparades per l'enviat del Comitè central, Seo Thein, es van revoltar i van ocupar el quarter general comunista de Pangshang. El 17 d'abril de 1989 el president del partit comunista Ba Thein Tin, els principals dirigents i les seves famílies van fugir a Nam Hka, a la frontera xinesa. Els rebels no van voler seguir les indicacions del Front Nacional Democràtic (que va enviar una delegació) i els generales Khin Nyunt i Maung Tint van arribar a un acord d'alto el foc amb el govern que es va signar a Kunlong, a la riba del riu que marcava la frontera de Kokang, i al que es va afegir Chao Ngi Lai, cap de la resta dels efectius comunistes, als quals es va prometre un programa de desenvolupament amb molts diners. La força comunista abans de l'enfonsament estava formada per quatre grups de base ètnica: katxins, kokangs, was i un quart grup format per xans, akhes i lahus. L'Exèrcit Unit de l'Estat Wa va passar a dominar el mercat de l'opi i a dirigir la Regió especial Wa nº 2 de l'Estat Shan Septentrional, equivalent a l'Estat Wa (xinès 佤邦; pinyin: Wǎ Bāng) amb capital a Bangkang (xinès: 邦康; pinyin: Bāngkāng, antiga Panghsang 邦桑). La junta militar (SLORC) va aportar una important assistència econòmica i es va organitzar un govern territorial amb àmplia autonomia.